# إيليا كوفالينكو
إيليا كوفالينكو (بالأوكرانية: Коваленко Ілля Олександрович)‏ هو لاعب كرة قدم أوكراني في مركز الوسط، ولد في 20 مارس 1990 في جمهورية أوكرانيا الاشتراكية السوفيتية في الاتحاد السوفيتي. لعب مع FC Inhulets Petrove ‏.

## وصلات خارجية
- إيليا كوفالينكو على موقع اتحاد أوكرانيا (الإنجليزية)
- إيليا كوفالينكو على موقع قاعدة بيانات كرة القدم.إي يو (الإنجليزية)
- إيليا كوفالينكو على موقع Soccerway.com (الإنجليزية)